# Domicijan
 Ovo je glavno značenje pojma Domicijan. Za uzurpatora iz 3. stoljeća pogledajte Domicijan (uzurpator).
Domicijan, lat. Titus Flavius Domitianus (Rim, 24. listopada 51. – Rim, 18. rujna 96.), bio je rimski car, brat i nasljednik Titov, sin Vespazijanov i posljednji car dinastije Flavijevaca.

## Mladost
Dok su se njegov otac i brat borili na istoku kao Neronovi vojni zapovjednici, Domicijan je u gradu Rimu stjecao obrazovanje iz prava, književnosti i retorike. Nakon što je 69. godine Vespazijan proglašen za cara, zastupao je očeve interese u rimskom senatu. Kasnije, tijekom Vespazijanove i Titove vladavine, obnašao je samo počasne dužnosti, ali je u trenutku Titove smrti osigurao podršku pretorijanske garde, koja ga je proglasila za cara, što je senat i potvrdio.

## Rimski car
Pod Domicijanom jačaju apsolutističke tendencije: uzeo je titulu stalnog cenzora, a za sebe je zahtijevao i božanske počasti. Sloga između senata i cara narušena je, a to je posebno karakteristično za posljednje godine njegove vladavine. Lucija Antonija Saturnina (Lucius Antonius Saturninus), legata Gornje Germanije, njegove su trupe 89. godine proglasile za cara. Ustanak je ugušen, ali je dao povoda za progone sumnjivih senatora. Državne financije ponovo su ruinirane, pošto je car velika sredstva trošio na građevine, predstave i distribucije. To je dovelo do velike inflacije, koja je pak izazvala povećanje poreza, što je sve uvećavalo nezadovoljstvo. Veliku pažnju posvetio je jačanju birokratskog aparata. U vezi provincija slijedio je Vespazijanov primjer: zapadne provincije bile su predmet veće pažnje od istočnih. Da bi ojačao italsku poljoprivredu, Domicijan je zabranio uzgajanje vinove loze u provincijama, ali to naređenje nikada nije bilo strogo izvršavano. 
Domicijan nikada nije prošao uobičajenu vojničku obuku niti je rimsku vojsku vodio u velike pobjede. Prema Tacitu, on je čak opozvao čuvenog rimskog vojskovođu Julija Agrikolu iz Britanije nakon što je ovaj proširio rimsku vlast na otoku sve do škotskih Highlanda, navodno da Agrikolina vojna slava ne bi zasjenila samoga cara. 
Još tijekom Vespazijanove vladavine Rimskom Carstvu bila su pripojena Dekumatska polja (Agri Decumates), oblast preko Rajne koja čini trokut između Rajne, Dunava i Majne. U tom su području utvrđene rimske granice i stvoren sistem kaštela (utvrđenih točaka) u kojima su se nalazili manji odredi rimske vojske. Nakon ugušenja Saturninovog ustanka 89. godine, Domicijan je smatrao da je situacija duž Rajne dovoljno stabilna da se vojna područja Gornje i Donje Germanije pretvore u obične provincije i da se neke od rajnskih trupa prebace u podunavske oblasti. 
Sjeverno od Dunava organizirana je jaka Dačka kraljevina, kojom je vladao Decebal i čije je središte bilo u današnjoj Rumunjskoj. Dačani su 85. godine napali područje južno od Dunava, a sljedeće godine porazili su i jednu rimsku vojsku poslanu protiv njih. Domicijan se 88. godine uspješno borio protiv Dačana, ali ga je Saturninov ustanak spriječio da postigne konačnu pobjedu. Domicijan i Decebal sporazumjeli su se tako da se Decebal obavezao da će štititi donji Dunav od napada Sarmata, a Domicijan da će Dačanima plaćati godišnju kontribuciju. Dunavska je granica, međutim, ostala nestabilna, i Domicijan je povećao broj vojnika koji su tamo bili stacionirani. Do kraja njegove vladavine u tom je području bilo devet legija, dok je u rajnskoj oblasti bilo šest. Panonija će uskoro postati vojni centar ravnoteže carstva. 

## Kraj
Godine 96. protiv Domicijana skovana je zavjera, u kojoj su sudjelovali članovi senata i pripadnici pretorijanske garde. U zavjeru je bila uključena i njegova prva žena Domicija Longina (Domitia Longina), čiji je oslobođenik Stefan (Stephanus) caru zadao osam smrtonosnih uboda nožem. Flavijevska dinastija se, kao i julijevsko-klaudijevska, završila s carem na koga je primijenjen damnatio memoriae: po odluci senata, njegova je vladavina formalno izbrisana iz popisa vladara.

## Vanjske poveznice
- Svetonije - The Life of Domitian

| Prethodnik:     | Rimski carevi | Nasljednik:       |
| Tit (79. - 81.) | Rimski carevi | Nerva (96. - 98.) |